# James Pollock
James Pollock (ur. 10 września 1811 w Milton, zm. 19 kwietnia 1890 w Lock Haven) – amerykański prawnik, sędzia, członek Izby Reprezentantów z ramienia partii Wigów (1844–1849), gubernator stanu Pensylwania (1855–1858), dwukrotny dyrektor U.S. Mint (1861–1866, 1869–1873). Członek American Philosophical Society i National Reform Association. 

## Życiorys

### Młodość
Urodził się 10 września 1811 roku w Milton (stan Pensylwania) w rodzinie Pollocków, Williama i Sary (z domu Wilson), prezbiteriańskiej rodzinie o szkocko-irlandzkich korzeniach. W 1817 roku, kiedy James miał sześć lat, zmarł jego ojciec. Utrzymaniem i wyedukowaniem ośmiorga dzieci zajęła się matka. Ukończył Milton Academy, a następnie rozpoczął studia prawnicze w College of New Jersey w Princeton. Uczelnię ukończył z wyróżnieniem, z tytułami licencjata i Master of Arts w 1831 roku. Następnie, w 1833 roku, został przyjęty do palestry w hrabstwie Northumberland, gdzie rozpoczął prawniczą praktykę.

### Działalność polityczna w Izbie Reprezentantów
W latach 1836–1838 pełnił funkcję prokuratora okręgowego hrabstwa Northumberland. 5 kwietnia 1844 roku został pierwszy raz wybrany w zastępstwie zmarłego Henry’ego Fricka do Izby Reprezentantów z ramienia partii Wigów. Popierał budowę linii kolejowej w kierunku zachodniego wybrzeża. Przewodniczył również komisji nadzorującej budowę tej linii. Był znajomym Samuela Morse’a, twórcy alfabetu Morse’a. Znajomość ta przełożyła się na lobbowanie na rzecz pierwszej linii telegrafu w Stanach Zjednoczonych, którą wybudowano w 1844 roku. 4 marca 1849 roku skończyła się jego kadencja w Izbie Reprezentantów, nie brał udziału w kolejnych wyborach. 15 stycznia 1851 roku został mianowany prezesem sądu rejonowego Pensylwanii. Funkcję tę sprawował do czasu, kiedy w konstytucji stanowej wprowadzono zapis o tym, iż urząd ten będzie obsadzany w wyniku wyborów powszechnych, czemu sam Pollock się sprzeciwiał.

### Na stanowisku gubernatora Pensylwanii
W 1854 roku został kandydatem Wigów na stanowisko gubernatora Pensylwanii. W kampanii przeciwko popieranemu przez Partię Demokratyczną Williamowi Biglerowi zyskał poparcie przeciwników Ustawy o Kansas i Nebrasce. Podczas kampanii Pollock wyrażał również poglądy antyalkoholowe i antyhazardowe. W wyborach uzyskał wynik na poziomie 55%. W trakcie sprawowania urzędu gubernatora zaangażował się w działania zmierzające do zmniejszenia wydatków publicznych na transport publiczny oraz likwidacji programu robót publicznych. Sprzedał wybudowaną w ramach takich robót linię Allegheny Portage Railroad. Dzięki temu zredukowano dług publiczny stanu Pensylwania. Uchwalił również ustawę Normal School Act of 1857, która ustanawiała regionalne instytucje szkolące nauczycieli, ustanowił wydział zajmujący się edukacją publiczną, a także zakupił na potrzeby urzędu gubernatora rezydencję w Harrisburgu. Do tego czasu gubernatorzy musieli wynajmować lub nabywać własne rezydencje. W trakcie tzw. Paniki 1857 roku w celu zapobieżenia upadkowi banków zawiesił tymczasowo wymóg wypłacania depozytariuszom i posiadaczom not bankowych ekwiwalentu w złocie lub srebrze. Nie ubiegał się o kolejną kadencję gubernatora, którym przestał być w 1858 roku. Po zejściu z urzędu powrócił do praktyki prawnej.    

### Dyrektor U.S. Mint
W 1861 roku został mianowany dyrektorem Mennicy Stanów Zjednoczonych przez prezydenta Abrahama Lincolna. W tym samym roku, w związku z okrucieństwami wojny secesyjnej, wielebny M. R. Watkinson napisał list do sekretarza skarbu Salmona Chase’a z prośbą, aby na amerykańskich monetach znalazło się odwołanie do wiary i Boga. Chase pozytywnie odniósł się do tego pomysłu i zlecił Pollockowi rozpoczęcie prac nad odpowiednimi zmianami. W grudniu 1863 roku Pollock przedstawił sekretarzowi kilka próbnych monet wybitych w brązie z różnymi inskrypcjami, np. „God and Our Country” czy „God Our Trust”. Chase opowiedział się za drugą propozycją, ale poprosił, aby brzmiała „In God We Trust” (pol. Bogu ufamy lub W Bogu pokładamy ufność). Biorąc pod uwagę rekomendacje sekretarza skarbu przygotowano ustawę Act of April 22, 1864, która wprowadzała do obiegu monety o nominale centa i dwóch centów z dewizą „In God We Trust”. Natomiast Act of Congress of March 3, 1865 zezwolił dyrektorowi mennicy, przy zgodzie sekretarza skarbu, na umieszczanie tej dewizy na srebrnych i złotych monetach. Pollock przestał pełnić funkcję dyrektora U.S. Mint w 1866 roku. Ponownie na to stanowisko powołał go prezydent Ulysses Grant w 1869 roku, a Pollock pełnił ten urząd do 1873 roku. W latach 1873–1879 był superintendentem mennicy, w okresie, kiedy mennica stawała się częścią Departamentu Skarbu.         
Zmarł 19 kwietnia 1890 roku w Lock Haven.         

## Życie prywatne
W 1837 roku poślubił Sarę Ann Hepburn, z którą miał pięć córek i trzech synów.